# Senur
Senur è una suddivisione dell'India, classificata come census town, di 7.558 abitanti, situata nel distretto di Vellore, nello stato federato del Tamil Nadu. In base al numero di abitanti la città rientra nella classe V (da 5.000 a 9.999 persone).

## Geografia fisica
La città è situata a 12° 58' 59 N e 79° 07' 59 E.

## Società

### Evoluzione demografica
Al censimento del 2001 la popolazione di Senur assommava a 7.558 persone, delle quali 3.843 maschi e 3.715 femmine. I bambini di età inferiore o uguale ai sei anni assommavano a 919, dei quali 496 maschi e 423 femmine. Infine, coloro che erano in grado di saper almeno leggere e scrivere erano 4.431, dei quali 2.518 maschi e 1.913 femmine.